# Фогт, Оскар
Оскар Фогт (нем. Oskar Vogt, 6 апреля 1870, Хузум Германия — 31 июля 1959, Фрейбург-им-Брейсгау Германия) — немецкий морфолог-невролог, почётный член Германской АН в Берлине.

## Биография
Родился Оскар Фогт 6 апреля 1870 года в Хузуме. Окончил Йенский университет. В 1898 году открыл Нейробиологический институт в Берлине и работал там (с перерывами) вплоть до 1937 года, с 1913 года — в должности профессора, а с 1919 году — в качестве главы его. С 1925 по 1928 год Оскар Фогт работал в Москве в Институте мозга, руководителем которого его назначило Политбюро. В 1937 году организовал институт мозга в Нейштадте и проработал там фактически до конца жизни.
Скончался 31 июля 1959 года во время отпуска в Фрейбурге-им-Брейсгау.

## Мозг Ленина
После смерти Ленина, коммунисты захотели получить научное обоснование его гениальности, для чего из тела был изъят мозг, сильно поражённый болезнью. Для исследования был приглашён Фогт, как крупнейший специалист этого направления. Фогт в 1925 году предложил вывезти мозг Ленина в Германию, где у него имелось соответствующее оборудование, для исследований, настаивая, что операция должна быть проведена как можно скорее. Политбюро отклонило предложение Фогта, предложив ему с женой и лаборантами переехать в СССР, чтобы возглавить специально созданный институт мозга. Для института был закуплен нужный инструментарий.
Фогт справился с ожиданиями партии и подготовил к 1927 году отчёт, в котором назвал Ленина «спортсменом ассоциативного мышления» (нем. Assoziationsathlet).

Пирамидальные клетки у Ленина развиты гораздо сильнее, соединительные (ассоциативные) волокна между ними развиты гораздо больше; клетки-зёрна также значительно крупнее и ярче.
— Из отчёта О. Фогта
Выводы Фогта о гениальности Ленина критиковались учёными уже тогда, современные учёные также считают их ненаучными.
После 1928 года Фогт в СССР не появлялся. Взяв с собой в Германию несколько срезов мозга Ленина, он использовал их в своих лекциях.

## Научные работы
Основные научные работы посвящены анатомии, электрофизиологии и патологии головного мозга.
- Изучал локализацию функций в коре больших полушарий.
- Создал схему расположения центров и проводящих путей экстрапирамидальной системы.
- Создал учение о многообразных структурных особенностях мозга человека.
- Подготовил исследование мозга Ленина.

## Награды и премии
- 1950 — Национальная премия ГДР.